# Stella Tack
Stella Tack (* 1995 in Münster) ist eine österreichische Schriftstellerin von Fantasy- und Liebesromanen, die mit der Young-Adult-Reihe Kiss the Bodyguard bekannt wurde.

## Leben
Aufgewachsen in Münster und Bad Gastein (Österreich, Salzburg) lebte sie zwischenzeitlich mit ihrer Familie und zwei Kindern in Feldkirch (Österreich). Stella Tack absolvierte eine therapeutische Ausbildung zur Medizinischen Masseurin.

## Werke
Tacks Debütroman Luzifer – Des Teufels Sünden erschien 2016 beim Herzsprung Verlag; erste größere Erfolge erzielte sie 2018 mit der Dilogie Warrior & Peace – Göttliches Blut und Warrior & Peace – Göttlicher Zorn (Drachenmond Verlag). Seit 2019 veröffentlicht sie Jugendromane und Fantasy-Bücher beim Ravensburger Buchverlag. Alle drei Bände der Kiss the Bodyguard-Reihe (Kiss Me Once, Kiss Me Twice, Kiss Me Now) erreichten die Spiegel-Bestsellerliste, ebenso wie der zweite Band Kämpf um dein Herz der Night of Crowns-Reihe (2021). 2023 gelangte auch der Roman Black Bird Academy – Töte die Dunkelheit in die Bestsellerliste. Seit 2020 erscheinen zudem Young-Adult-Romane im Verlagshaus Knaur (beginnend mit Beat It Up). 2023 startete Tack mit Ever & After bei Ravensburger eine Märchen-Fantasy-Trilogie; der erste Band Der schlafende Prinz stieg auf Anhieb auf Platz 1 der Spiegel-Bestsellerliste ein. Die Fortsetzung Die dunkle Hochzeit erschien im Herbst 2024. Ebenfalls 2024 veröffentlichte sie gemeinsam mit Stefanie Hasse den Weihnachtsroman Single All the Way – A Christmas Roadtrip (Ravensburger).
Laut Tobias Stosiek vom Bayerischen Rundfunk im Mai 2023 soll Tack als eine der erfolgreichsten Schriftstellerinnen im deutschsprachigen Raum gelten.

## Auszeichnungen
- 2019: LovelyBooks Leserpreis Silber in der Kategorie Jugendbuch – Belletristik für Kiss Me Once.
- 2020: LovelyBooks Leserpreis Gold in der Kategorie Jugendbuch – Belletristik für Kiss Me Twice.[9]
- 2023: LovelyBooks Community Award Silber in der Kategorie Jugendbuch – Fantasy für Ever & After – Der schlafende Prinz.[10]

## Bibliographie

### Jugendromane
- Kiss the Bodyguard – Kiss Me Once. Ravensburger Buchverlag, Ravensburg 2019, ISBN 978-3-473-58555-7.
- Kiss the Bodyguard – Kiss Me Twice. Ravensburger Buchverlag, Ravensburg 2020, ISBN 978-3-473-58581-6.
- Kiss the Bodyguard – Kiss Me Now. Ravensburger Buchverlag, Ravensburg 2022, ISBN 978-3-473-58617-2.
- Beat It Up. Knaur Verlag, München 2020, ISBN 978-3-426-52524-1.
- Light It Up. Knaur Verlag, München 2021, ISBN 978-3-426-52635-4.
- Love It Up. Knaur Verlag, München 2022, ISBN 978-3-426-52846-4.
- Single All the Way – A Christmas Roadtrip. Ravensburger Buchverlag, Ravensburg 2024, ISBN 978-3-473-58629-5.

### Fantasyromane
- Luzifer – Des Teufels Sünden. Herzsprung Verlag, Lindau 2016, ISBN 978-3-96074-008-7.
- Warrior & Peace – Göttliches Blut. Drachenmond Verlag, Leverkusen 2018, ISBN 978-3-95991-461-1.
- Warrior & Peace – Göttlicher Zorn. Drachenmond Verlag, Leverkusen 2018, ISBN 978-3-95991-462-8.
- Night Of Crowns – Spiel um dein Schicksal. Ravensburger Buchverlag, Ravensburg 2020, ISBN 978-3-473-58567-0.
- Night Of Crowns – Kämpf um dein Herz. Ravensburger Buchverlag, Ravensburg 2021, ISBN 978-3-473-58569-4.
- Black Bird Academy – Töte die Dunkelheit. Penhaligon Verlag, München 2023, ISBN 978-3-7645-3282-6.
- Black Bird Academy – Fürchte das Licht. Penhaligon Verlag, München 2024, ISBN 978-3-7645-3283-3.
- Ever & After – Der schlafende Prinz. Ravensburger Buchverlag, Ravensburg 2023, ISBN 978-3-473-58613-4.
- Ever & After – Die dunkle Hochzeit. Ravensburger Buchverlag, Ravensburg 2024, ISBN 978-3-473-58614-1.
- Ever & After – Die letzte Stunde. Ravensburger Buchverlag, Ravensburg 2025, ISBN 978-3-473-51278-2.

### Sonderausgaben
- Kiss Me Once: Die Graphic Novel. Ravensburger Buchverlag, Ravensburg 2025, ISBN 978-3-473-58667-7.

### Anthologie
- Durch Eiswüsten und Flammenmeere. Drachenmond Verlag, Hürth 2020, ISBN 978-3-95991-872-5.
- Christmas Kisses. Ein Adventskalender. Ravensburger Buchverlag, Ravensburg 2022, ISBN 978-3-47358-621-9.
- In Feenquellen und Zauberschlössern. Drachenmond Verlag, Hürth 2023, ISBN 978-3-95991-707-0.
- Mistletoe Moments. Ein Adventskalender. Ravensburger Buchverlag, Ravensburg 2024, ISBN 978-3-473-51237-9.